# Romsics Ignác
Romsics Ignác (Homokmégy, 1951. március 30. –) Széchenyi-díjas magyar történész, egyetemi tanár, a Magyar Tudományos Akadémia (MTA) rendes tagja. Kutatási területe a 20. századi magyar történelem.

## Életpályája
1970-ben vették fel a szegedi Juhász Gyula Tanárképző Főiskolára, ahol 1974-ben szerzett tanári diplomát. Ugyanebben az évben kezdte meg egyetemi posztgraduális tanulmányait az Eötvös Loránd Tudományegyetem (ELTE) Bölcsészettudományi Karának történelem szakán, ahol 1976-ban szerzett diplomát.
Tudományos pályafutását a Bács-Kiskun Megyei Levéltár munkatársaként kezdte Kecskeméten. Négy évig volt segédlevéltáros, miközben egyetemi tanulmányait folytatta. 1977-ben az MTA Történettudományi Intézetének tudományos munkatársa lett, majd 1986-ban a Magyarságkutató Intézethez került, ahol igazgatóhelyettes lett. 1991-ben az ELTE újkori magyar történeti tanszék docense lett, 1998-ban pedig megkapta egyetemi tanári kinevezését. 1999 és 2002 között Széchenyi professzori ösztöndíjjal kutatott. 1993 és 1998 között több megszakítással az Indianai Egyetem (USA) magyar tanszékének vendégtanára volt, de oktatott a Szegedi Tudományegyetem új és legújabbkori magyar történeti tanszékén is. Jelenleg az egri Eszterházy Károly Egyetem Történelemtudományi Intézetének főállású oktatója. 2010-ben Szilárd Leó professzori ösztöndíjban részesült.
1985-ben védte meg a történelemtudományok kandidátusi, 1994-ben pedig akadémiai doktori értekezését. A Történettudományi Bizottságnak lett tagja. 1996-ban habilitált. 1997 és 2000 között az MTA Közgyűlés képviselője volt, 2001-ben pedig az Akadémia levelező tagjává választották. 2010-ben az MTA rendes tagja lett. 1999 és 2007 között a Magyar Történelmi Társulat főtitkára volt. Dolgozott a Rubicon, a Századok és a The Hungarian Quarterly című szakfolyóiratok szerkesztőbizottságában is.
2020 novemberétől és 2022 júniusáig, a lap megszűnéséig a BBC History történelmi magazin főszerkesztője.

## Munkássága
Fő kutatási területe a 20. század magyar politikatörténete, különös tekintettel a két világháború közötti időszakra. Külön foglalkozott Bethlen István életével és politikájával. Kutatásai a nagyhatalmak Magyarországgal kapcsolatos politikájának kérdéseire is kiterjednek. Nagy jelentőségű munkája a Magyarország története a XX. században című monográfiája, amely több kiadást is megélt. 2017-ben jelent meg a teljes magyar történelmet feldolgozó könyve, a Magyarország története.

## Családja
Nős, házasságából egy fia született, Romsics Gergely, aki szintén történész.

## Díjai, elismerései
- Károlyi Mihály-díj (1982, MTT)
- Ránki György-díj (1994, Soros Alapítvány)
- Deák Ferenc-díj (1999, Pro Renovanda Cultura Hungariae)
- Akadémiai Díj (2000)
- Széchenyi-díj (2005)
- Budapestért díj (2008)[3]
- Szilárd Leó professzori ösztöndíj (2010)
- Prima díj (2014)
- Hazám-díj (2024)

## Főbb művei

### Kézikönyvek, monográfiák, tanulmánygyűjtemények
- Ellenforradalom és konszolidáció. A Horthy-rendszer első tíz éve, 1919–1929; Gondolat, Budapest, 1982 (Magyar história)
- A Duna-Tisza köze hatalmi-politikai viszonyai 1918–1919-ben (Akadémiai, 1982)
- Bethlen István. Politikai életrajz 1874–1946 (Magyarságkutató Intézet, 1991)
- Helyünk és sorsunk a Duna-medencében (Osiris, 1996)
- Nemzet, nemzetiség és állam Kelet-Közép- és Délkelet-Európában a 19. és 20. században (Napvilág, 1998)
- Magyarország története a XX. században (Osiris, 1999, Helikon, 2023)
- A trianoni békeszerződés (Osiris, 2001, 2007)
- Volt egyszer egy rendszerváltás (Rubicon könyvek, 2003)
- Múltról a mának. Tanulmányok és esszék a magyar történelemről (Osiris, 2004)
- A magyar birodalmi gondolat; MTA, Budapest, 2005 (Székfoglalók a Magyar Tudományos Akadémián)
- Az 1947-es párizsi békeszerződés (Osiris, 2006)
- A 20. század rövid története (Rubicon-Ház Bt., 2007)
- A 20. század képes története (Rubicon könyvek, 2007)
- Történelem, történetírás, hagyomány. Tanulmányok és cikkek, 2002–2008; Osiris, Budapest, 2008
- Clio bűvöletében. Magyar történetírás a 19–20. században – nemzetközi kitekintéssel; Osiris, Budapest, 2011
- Magyar sorsfordulók, 1920–1989; Osiris, Budapest, 2012
- Bethlen István; Magyar Közlöny Lap- és Könyvkiadó, Budapest, 2013 (Nemzeti könyvtár)
- Nemzet, állam, régió. Tanulmányok Erdélyről és a Kárpát-medence interetnikus kapcsolatairól a 19-20. században; Komp-Press–Korunk, Kolozsvár, 2013
- Rendszerváltás Magyarországon; Akadémiai, Budapest, 2013 (Pont könyvek)
- A magyar történetírás gleichschaltolása, 1945–1949; MTA, Budapest, 2014 (Székfoglalók a Magyar Tudományos Akadémián)
- A múlt arcai. Történelem, emlékezet, politika; Osiris, Budapest, 2015
- A short history of Hungary; angolra ford. Matthew Caples; Osiris, Budapest, 2016
- Magyarország belépése a háborúba, avagy Ki bombázta Kassát?; Kossuth, Budapest, 2016 (A magyar történelem rejtélyei)
- Magyarország története; Kossuth, Budapest, 2017
- A Horthy-korszak. Válogatott tanulmányok; Helikon Kiadó, Budapest, 2017
- Erdély elvesztése – 1918–1947; Helikon Kiadó, Budapest, 2018
- A Nagy Háború és az 1918–1919-es magyarországi forradalmak. Válogatott tanulmányok; Helikon Kiadó, Budapest, 2018
- Bethlen István; Helikon Kiadó, Budapest, 2019
- Magyar rebellisek; Helikon Kiadó, Budapest, 2019
- A trianoni békeszerződés; Helikon Kiadó, Budapest, 2020
- Nemzet, nemzetiség és állam – Kelet-Közép- és Délkelet-Európában a 19. és 20. században; Helikon Kiadó, Budapest, 2020
- Honmentők / honvesztők; Helikon Kiadó, Budapest, 2021
- Hetven év - Egotörténelem 1951-2021 - 1. kötet; Helikon Kiadó, Budapest, 2022
- Trianon másodszor - Az 1947-es párizsi békeszerződés; Helikon Kiadó, Budapest, 2022
- Hetven év - Egotörténelem 1951-2021 - 2. kötet; Helikon Kiadó, Budapest, 2023
- Hérodotosztól Harariig; Helikon Kiadó, Budapest, 2024
- A nagyhatalmak és Magyarország a 20. században; Helikon Kiadó, Budapest, 2025
- Kosáry Domokos; Helikon Kiadó, Budapest, 2025

### Szerkesztett kötetek
- Dokumentumok az 1918/19-es forradalmak duna-tisza közi történetéhez, Bács-Kiskun Megyei Levéltár, Kecskemét, 1976
- Amerikai béketervek a háború utáni Magyarországról. Az Egyesült Államok Külügyminisztériumának titkos iratai, 1942–1944; szerk., bev., jegyz. Romsics Ignác, mutatók Romsics Gergely, National Archives dokumentumford, Zinner Judit; Typovent, Gödöllő, 1992
- Magyarország és a nagyhatalmak a 20. században. Tanulmányok, szerk., bev. Romsics Ignác, szerk. közrem. Bán D. András, névmutató Sándor Annamária; Teleki László Alapítvány, Budapest, 1995
- Integrációs törekvések Közép- és Kelet-Európában a 19-20. században, szerk. Romsics Ignác, névmutató Diószegi Istvánné; Teleki László Alapítvány, Budapest, 1997
- Trianon és a magyar politikai gondolkodás, 1920–1953 – Tanulmányok, szerk. Romsics Ignác, szerk. közrem. ifj. Bertényi Iván; Osiris, Budapest, 1998
- Bokor Péter: Egy év Habsburg Ottóval – Beszélgetések / Romsics Ignác: Szemben az árral. Esszé, Paginarum, Budapest, 1999
- Magyar történeti szöveggyűjtemény, 1914–1999, 1-2.; szerk. Romsics Ignác, dokumentumgyűjt. Nagy István, Romsics Ignác; Osiris, Budapest, 2000 (Osiris tankönyvek)
- Mítoszok, legendák, tévhitek a 20. századi magyar történelemről, Osiris, 2002, 2003, 2005
- Mi a magyar?, szerk. Romsics Ignác, Szegedy-Maszák Mihály; Habsburg Történeti Intézet–Rubicon, Budapest, 2005
- 1956 okai, jelentősége és következményei, szerk. Pál Lajos, Romsics Ignác; Magyar Történelmi Társulat, Budapest, 2006
- Magyarország története, főszerk. Romsics Ignác; Akadémiai, Budapest, 2007 (Akadémiai kézikönyvek)
- Csonka Mihály élete és világképe, Osiris, 2009
- A magyar jobboldali hagyomány, 1900–1948, Osiris, 2009
- A mi 20. századunk, szerk. Kovács Kiss Gyöngy, Romsics Ignác; Komp-Press–Korunk, Kolozsvár, 2011
- Magyarország a második világháborúban, főszerk. Romsics Ignác; Hadtörténeti Intézet és Múzeum–Kossuth , Budapest, 2011
- Szabó István életútja Nádudvartól Nádudvarig, szerk., jegyz. Romsics Ignác; Osiris, Budapest, 2012
- Sipos '65. Tanulmányok Sipos József 65. születésnapjára, szerk. Kovács Attila, Romsics Ignác; JATEPress, Szeged, 2013
- RMJ60. Tanulmányok a hatvanéves Rainer M. János tiszteletére, szerk. Fábián Máté, Romsics Ignác; EKE Líceum, Eger, 2017
- Közelítések. Tanulmányok Erdély 19-20. századi történetéhez, szerk. Romsics Ignác; Komp-Press–Korunk, Kolozsvár, 2018